# Po strništi bos
Po strništi bos je český film režiséra Jana Svěráka z roku 2017. Scénář napsal na motivy stejnojmenné knihy Zdeňka Svěráka. Je to desátý celovečerní film Jana Svěráka a sedmý, na kterém spolupracoval se svým otcem Zdeňkem. Film dějově předchází filmu Obecná škola z roku 1991.

## Vznik filmu

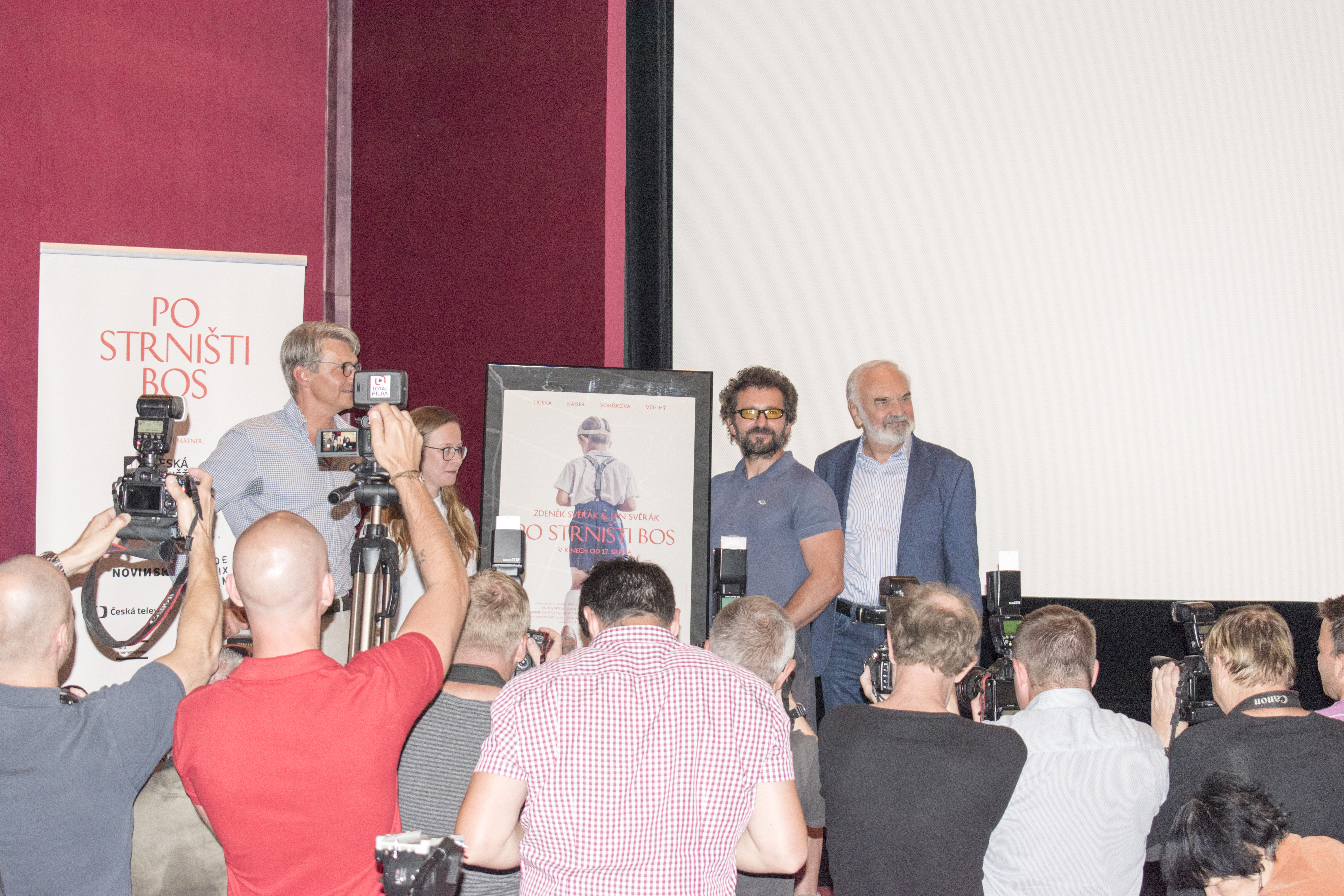
Odhalení plakátu k filmu na novinářské konferenci

Původní scénář k filmu vznikal v roce 2002, ve kterém se Zdeněk Svěrák striktně držel faktů, což činilo film obtížně zpracovatelným. Jan Svěrák mu proto navrhl, aby raději napsal knihu. V ní již Zdeněk Svěrák mohl fabulovat, a příběh se tak stal pro film srozumitelnějším.[zdroj?] Scénář pak spolu několikrát přepisovali. Stejnojmenná autobiografická kniha vyšla v roce 2013 a popisuje jeho dětská léta prožitá v Kopidlně během období Protektorátu Čechy a Morava.
Film začali natáčet v srpnu 2016 ve Slavonicích. Některé scény se točily také na Žatecku, na pražském Bohdalci a v obci Kroučová na Rakovnicku. V Kroučové byly po dobu deseti dnů natáčeny pouze interiérové záběry, především v čp. 20 (zde filmová rodina Součků bydlí), v čp. 5 (scéna, kde sousedka vyrábí máslo) a čp. 18 (mandlování prádla). Další scény se natáčely v hospodě Na Růžku v Pecínově a 3. října 2016 na nádraží v Lužné. Na železniční trati mezi obcemi Lužná a Krupá se natáčela jízda povstaleckého vlaku ve spolupráci s Klubem historie kolejové dopravy a Železničním muzeem Lužná u Rakovníka. Poslední záběry byly natočeny 11. ledna 2017 u obce Marketa nedaleko Slavonic, kde filmaři čekali na první sníh. Vojenské muzeum na demarkační linii v Rokycanech zapůjčilo na natáčení dva sovětské tanky T-34, jejichž příjezd byl natáčen v Nových Sadech u Písečné.
Podobný motiv, tedy příběh z konce druhé světové války na venkově očima malého kluka, zpracoval Karel Kachyňa v roce 1965 ve filmu Ať žije republika. Při přípravě na natáčení tento film zhlédli i Jan Svěrák s kameramanem Vladimírem Smutným.
Ve filmu byla Zdeňkovi Svěrákovi nabídnuta role dědečka, kterou odmítl a nakonec ztvárnil pana učitele. Osmiletého hlavního hrdinu filmu zahrál sedmiletý Alois Grec, kterého Jan a Zdeněk Svěrákovi vybrali na konkurzu mezi 400 dětmi. V komparzu si zahrálo i několik místních dětí a dospělých. Hudbu k filmu složil slovenský skladatel Michal Novinski, který s Janem Svěrákem spolupracoval i na filmu Kuky se vrací. Soundtrack byl vydán samostatně. Dne 15. června 2017 představili Zdeněk a Jan Svěrákovi filmový plakát, který vytvořil fotograf Ondřej Pýcha ve spolupráci se dvěma grafiky. Čtvrthodinový dokument o vzniku filmu, tzv. film o filmu, natočil Martin Dostál, který v roce 1994 spolupracoval s Janem Svěrákem na filmu Jízda.
Premiéra filmu se konala 17. srpna 2017, zatímco předpremiéra proběhla 2. srpna na náměstí ve Slavonicích v rámci filmového a hudebního festivalu Slavonice Fest. Během prvního víkendu po premiéře navštívilo film v kinech 113 000–134 000 diváků, čímž se zařadil na šesté místo v žebříčku nejsilnějších startů českých filmů.

## Role a obsazení
Tabulka shrnuje obsazení postav ve filmu Obecná škola a dějově předcházejícího snímku Po strništi bos. Tučně jsou zvýrazněni herci, kteří si zahráli v obou filmech.
| Postava                              | Po strništi bos      | Obecná škola         |
| ------------------------------------ | -------------------- | -------------------- |
| Eda Souček                           | Alois Grec           | Václav Jakoubek      |
| tatínek František Souček             | Ondřej Vetchý        | Zdeněk Svěrák        |
| maminka Součková                     | Tereza Ramba         | Libuše Šafránková    |
| děda Souček                          | Jan Tříska           |                      |
| babička Součková                     | Viera Pavlíková      |                      |
| strýc                                | Hynek Čermák         |                      |
| teta                                 | Petra Špalková       |                      |
| strýc zvaný Vlk                      | Oldřich Kaiser       |                      |
| Vlkova žena                          | Zuzana Stivínová     |                      |
| ředitel školy v Kopidlně             | Zdeněk Svěrák        |                      |
| kamarád Ota                          | Václav Hubka         |                      |
| kamarád Satík                        | Niklas Klinecký      |                      |
| kamarád Prcek                        | Josef Bedlivý        |                      |
| kamarád invalida Vlastík             | Petr Uhlík           |                      |
| spolužák Škaloud                     | Sebastian Pošmourný  |                      |
| pan Chrást                           | Petr Brukner         |                      |
| pan Košťál                           | Miroslav Táborský    |                      |
| pan Bartoš                           | Miroslav Hanuš       |                      |
| Věra Uhrová                          | Dominika Frydrychová |                      |
| hrobník                              | Martin Havelka       |                      |
| paní Pazdírková                      | Ivana Valešová       |                      |
| tlustá žena                          | Lenka Loubalová      |                      |
| Míla Košťálová                       | Lucie Březinová      |                      |
| četník                               | Marek Šimon          |                      |
| četník                               | Petr Reidinger       |                      |
| sovětský voják                       | Alexandr Minajev     |                      |
| sousedka                             | Jaroslava Pokorná    |                      |
| kolega z Prahy                       | Jan Holík            |                      |
| dítě v Praze                         | Viktor Antonio       |                      |
| muž v klobouku                       | Jan Svěrák           |                      |
| muž v pohřebním ústavu               | Robert Bárta         |                      |
| ředitel školy v Praze                |                      | Rudolf Hrušínský st. |
| učitel Igor Hnízdo                   |                      | Jan Tříska           |
| učitelka Maxová                      |                      | Daniela Kolářová     |
| učitelka Plecitá                     |                      | Miroslava Pleštilová |
| kamarád Tonda Čejka                  |                      | Radoslav Budáč       |
| spolužák Rosenheim                   |                      | Marek Endal          |
| spolužák Dušička                     |                      | Michal Škrabal       |
| Stavinoha                            |                      | Václav Chalupa       |
| tramvaják                            |                      | Ondřej Vetchý        |
| tramvajákova žena                    |                      | Irena Pavlásková     |
| Tondův tatínek karbaník Bohouš Čejka |                      | Rudolf Hrušínský ml. |
| Tondova maminka Čejková              |                      | Eva Holubová         |
| dvojče Květa Fabiánová               |                      | Iva Škudrnová        |
| dvojče Růža Fabiánová                |                      | Miroslava Škudrnová  |
| Josef Mrázek alias fakír Rádži Tamil |                      | Petr Čepek           |
| soused Cyril Plíha                   |                      | Bolek Polívka        |
| školník                              |                      | Oldřich Vlach        |
| řidič autobusu Pepík                 |                      | Petr Brukner         |
| poštovní úřednice                    |                      | Karla Chadimová      |
| gynekolog MUDr. Kalaban              |                      | Jiří Menzel          |
| školní inspektor                     |                      | Karel Kachyňa        |
| hospodský Lukeš                      |                      | Zdeněk Mucha         |
| harmonikář Ferda Kavka               |                      | Bořivoj Penc         |
| starý pán                            |                      | Stanislav Hájek      |
| matka dvojčat paní Fabiánová         |                      | Alice Šnyrichová     |
| vrátný                               |                      | Viktor Nejedlý       |

## Recenze
Film byl hodnocen lehce nadprůměrně, v dubnu 2019 získal v Česko-slovenské filmové databázi 67 %.
- Mirka Spáčilová, iDNES.cz  Věční kluci i vpád Cimrmana. Po strništi bos, jak to má táta rád
- Martin Svoboda, Kultura21.cz  Po strništi bos je tím, čím se zdá být. Zbytečným krásným filmem
- Jan Varga, Filmserver.cz  Po strništi bos je dějově nejrozpadlejší film Jana Svěráka
- František Fuka, Kinobox  Po strništi bos – to nejslabší nakonec
- Daniel Řehák, Rozhlas.cz Po strništi bos je sled až kýčovitých obrazů. Je vidět, že Zdeněk Svěrák scénář nepsal
- Marcel Kabát, Lidovky.cz Svěrákův Po strništi bos? Kam zmizela euforie? Český film pouze šlape vodu
- Marek Čech, AVmania.cz  Po strništi bos
- Jan Lukeš, Reflex Po strništi bos: Jan Svěrák po čtvrtstoletí natočil předstupeň své Obecné školy